# Milonki (województwo pomorskie)
Milonki – osada pogranicza kaszubsko-kociewskiego w Polsce, położona w województwie pomorskim, w powiecie kościerskim, w gminie Liniewo. Osada jest częścią składową sołectwa Stefanowo. Na wschód od Milonek znajduje się rezerwat leśny Brzęczek.
W latach 1975–1998 miejscowość położona była w województwie gdańskim.